# مهرجان العمارة العالمي

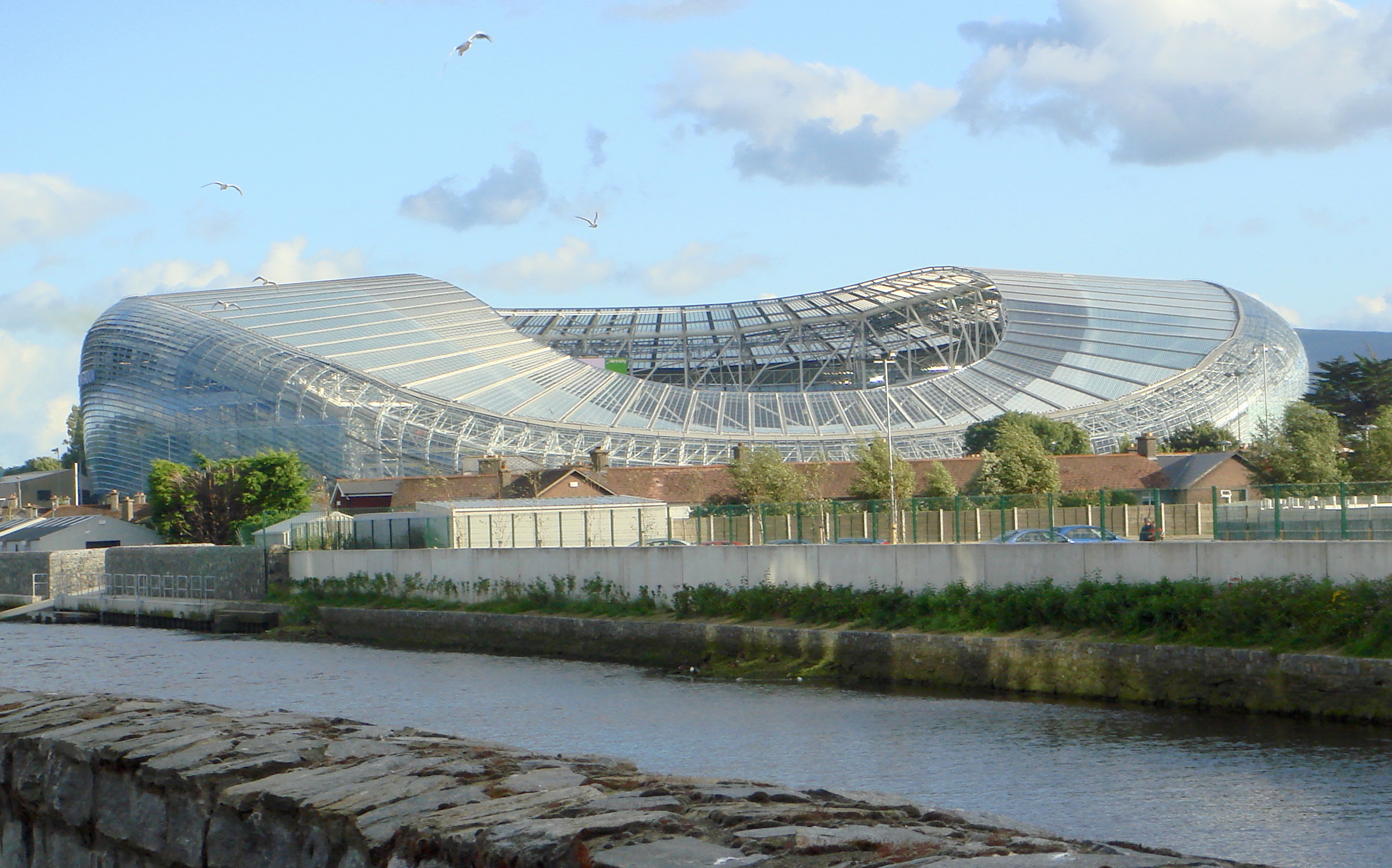

مهرجان العمارة العالمي هو مهرجان سنوي، وله جوائز حية تُقدم لمجتمع العمارة العالمي. والتي تحضر الاحتفال للمناقشة والتعلم والإلهام. مهرجان عام 2012 تم انعقاده بمارينا باي ساندز في سنغافورة والذي قام بتصميمه موشى صفدي